# Uran-9
El Uran-9  es un vehículo terrestre de combate no tripulado con orugas (UCGV) desarrollado y producido por JSC 766 UPTK (actualmente por Kalashnikov Concern), y promovido y ofrecido por Rosoboronexport para el mercado internacional. Según un comunicado de Rosoboronexport, el sistema está diseñado para ofrecer unidades combinadas de combate, reconocimiento y antiterrorismo con reconocimiento remoto y apoyo de fuego. El armamento consiste en un cañón automático 2A72 mod ABM M30-M3 de Impul's 2 (Sebastopol ') junto con artillería rusa y otros productores, cuatro misiles guiados antitanque  de Ataka u otro tipo, también Igla o Strela SAM, FCS, sensores de levas IR, telémetro láser y otros medios de detección.

## Historia operativa

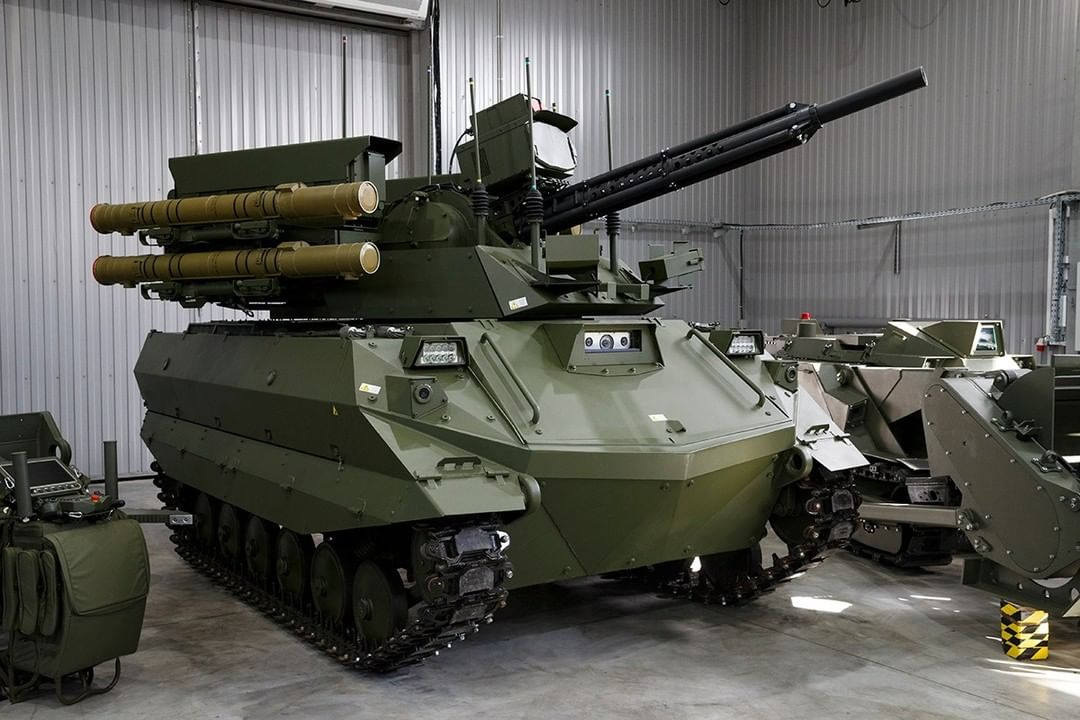
Uran-9

El Uran-9 se desplegó por primera vez durante la Guerra civil siria, aunque según un informe de rendimiento del 3er Instituto Central de Investigación del Ministerio de Defensa de la Federación de Rusia, el tanque funcionó mal y no pudo realizar muchas de las misiones asignadas a él. Por otro lado, una fuente de la industria afirmó que "el vehículo se probó en Siria y demostró un alto rendimiento en un entorno operativo", y también señaló que la industria ahora está trabajando para aumentar el rango, el tiempo de respuesta y el ancho de banda de datos del Uran-9. Uran-9 también se utilizó en los ejercicios de gran escala de Vostok 2018. El vehículo armado robótico Uran-9 finalmente entró en servicio militar en enero de 2019. 

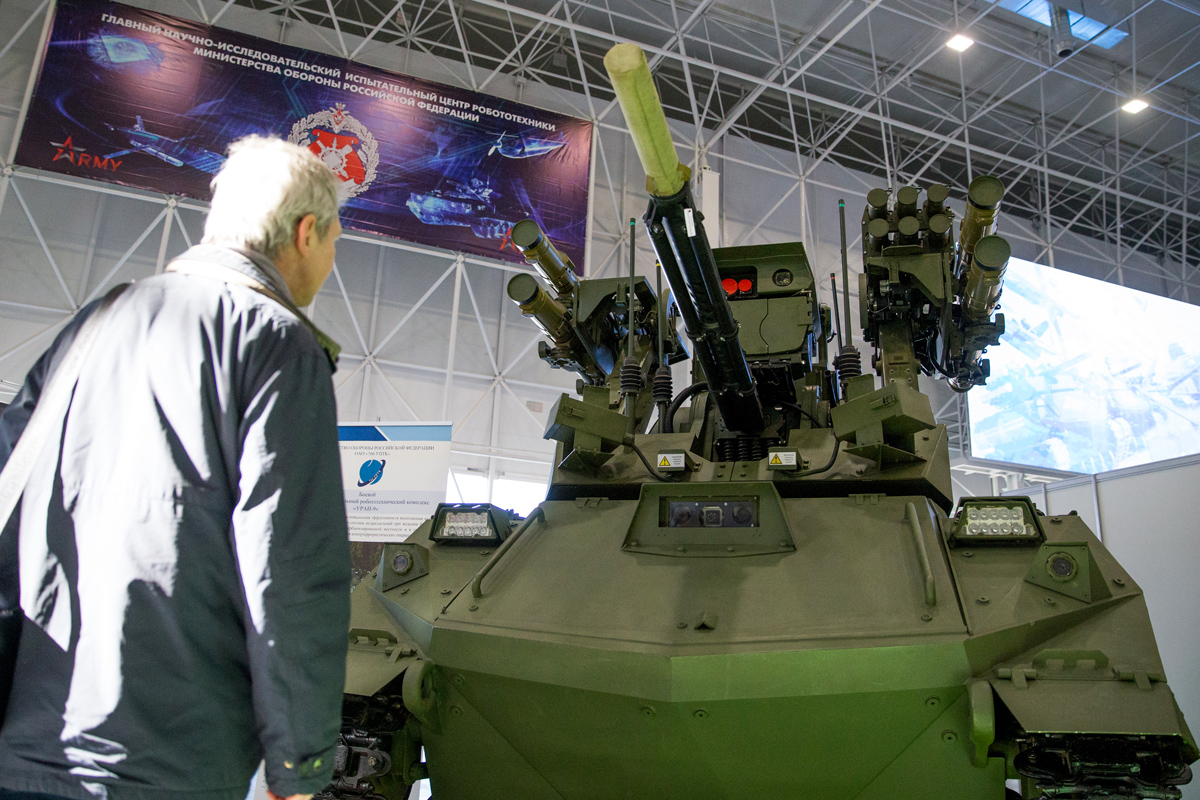
Uran-9 en una exposición